# Evdoks
Evdóks iz Kníde (tudi Evdóksos in Evdóksij) (starogrško Εὔδοξος ὁ Κνίδιος, latinizirano: Éudoksos ho Knídios), starogrški astronom, matematik, zdravnik in filozof, * 410 pr. n. št., otok Knida, sedaj v Turčiji, † 347 pr. n. št., Knida.

## Življenje in delo
Evdoks je bil sin Ahinesa (Aeschines), Evklidov in Ptolemejev predhodnik, Kalipov in Menehmov učitelj. Bil je Arhitov sošolec in njegov učenec ter nekaj časa tudi Platonov.
Prišel je iz Tarenta v Atene. Ker je bil reven, je živel v atenskem pristanišču Pirej, kjer je dobil poceni stanovanje pa tudi ribe in olive so bile poceni. Do šole je moral vsak dan prehoditi 8 km, zvečer pa se je po isti poti vrnil domov. Ko je končal šolanje v Atenah, je odpotoval na nekakšen diplomski študij astronomije v Egipt za časa vladavine Nektaneba I. (Nectanebo), (vladal od 380 pr. n. št. do 363 pr. n. št.), kjer je ostal 16 mesecev. Trdijo tudi, da sta v Egipt potovala skupaj s Platonom. Če je to res, je bil Evdoks manj lahkoveren od svojega starejšega učitelja, ki je pogoltnil kar veliko količino vzhodnjaškega misticizma števil.
V Heliopolisu je Evdoks napisal svoje prvo delo Oktaeteris, kjer je pisal o 8 letnem ciklu, verjetno na podlagi opazovanja Venere. Na Evdoksa je bil zaradi njegovega velikega daru menda Platon precej ljubosumen. Pozneje, ko je Evdoks uvidel, da ga v Atenah ne marajo, je osnoval svojo lastno šolo v Kiziku (Kyzikos, Cyzic, Cyzicus) na Mramornem morju, pozneje pa je predaval skupaj s Platonom na Akademiji v Atenah. Že kot uspešen in ugleden filozof je obiskal svojega starega učitelja Platona, ki ga je počastil s pojedino. Morda je Evdoks celo opravljal dolžnosti predstojnika Akademije, ko je bil Platon leta 376 pr. n. št. na Siciliji.
Evdoks je študiral tudi medicino in verjame se, da se je poleg matematike in astronomije ukvarjal še z zdravljenem in pravom. V svojem znanstvenem pogledu je bil stoletja pred svojimi čvekaškimi filozofskimi sodobniki. Kot Galilei in Newton je imel velik smisel za razmišljanje o fizičnem Vesolju, ki ga ni bilo mogoče zaobjeti z opazovanji in doživljanjem.
Odkril je veliko geometrijskih dokazov, ki so pozneje našli mesto v Evklidovem povzetku geometrije. Proučeval je odnose med veličinami in dolžinami in prvi opazil, da lahko obstajata dve dolžini brez skupne mere, nesorazmerni dolžini. Na novo je pri tem določil razmerje dveh daljic, dal je nov odgovor na staro vprašanje, kdaj velja:
{\displaystyle a:b=c:d\!\,,}
če so a, b, c in d dane daljice. Pri racionalnem razmerju a:b ni težko, treba je najti skupno mero daljic a in b in z njo izračunati njuno razmerje, ki je razmerje celih števil. Začel je primerjati poljubna razmerja daljic, iracionalna in racionalna. S svojim delom je bil prednik Dedekindove teorije realnih števil. V razmerjih daljic pa ni videl novih, splošnejših števil.
Dokazal je Hipokratovo trditev posplošitve Pitagorovega izreka. Njegovo teorijo razmerij je podal Evklid v 5. knjigi svojih Elementov in tudi ekshavcijski (izčrpalni) postopek, ki je omogočal strogo obravnavanje računanja površin in prostornin in, ki ga je Evdoks začel uporabljati med prvimi. V svoji 6. knjigi Elementov je Evklid to teorijo uporabil pri podobnosti trikotnikov. S tem postopkom je dokazal da je prostornina piramide, oziroma stožca 1/3 prostornine prizme, oziroma valja, z enako osnovno ploskvijo in enako višino. Ta postopek je bil odgovor platonske šole Zenonu. Izogibal se je pastem neskončno majhnih količin, tako da jih je preprosto zanemaril. Probleme, ki bi morda vodili do infinitezimalnih količin, je privedel na probleme, ki so se dali rešiti samo s formalno logiko. Ko je bilo, na primer, treba dokazati, da je prostornina V tetraedra enaka 1/3 prostornine P prizme z enako osnovno ploskvijo in višino, so pokazali, da vodita obe predpostavki V > P/3 in V < P/3 do protislovja. V ta namen so vpeljali aksiom, ki se danes imenuje po Arhimedu in, ki je tudi osnova za Evdoksovo teorijo razmerij, namreč: »Količini sta v nekem razmerju, kadar imata značilnost, da ena prekaša drugo, če se jo pomnoži z dovolj velikim številom« (Evklid Elementi, V, def. 4). Arhimedova različica iz njegove knjige O krogli in valju, ki jo izrecno pripisuje Evdoksu, je: »Kadar sta dve količini različni, tedaj je mogoče tolikokrat prišteti diferenco, za katero večja količina prekaša manjšo, sami sebi, da preseže vsako končno količino«. S tem je rešil krizo v grški matematiki in njegove stroge opredelitve so pomagale določiti tok grške aksiomatike in do precejšnje mere cele grške matematike. Teorija je postala standardni postopek za točen dokaz pri računanju površin in prostornin s tem, da ima veliko pomanjkljivost, ker je treba rezultat, da se ga dokaže, poznati že vnaprej, tako, da ga je treba poiskati najprej po kakšnem drugem, manj strogem in bolj eksperimentalnem postopku. Njegova teorija razmerij je odpravila aritmetično teorijo pitagorejcev, ki je veljala le za soizmerljive količine. To je bil čisto geometrijski postopek, ki je v strogi aksiomatični obliki naredil vsako razlikovanje med nesoizmerljivimi in soizmerljivimi količinami nepotrebno. Značilna je Evdoksova epohalna definicija 5 iz V. knjige Evklidovih Elementov: »Pravimo, da so količine v istem razmerju: prva proti drugi in tretja proti četrti, kadar velja naslednje: če pomnožimo prvo in tretjo količino s katerimkoli številom ter drugo in četrto s katerimkoli številom, potem sta prva produkta hkrati večja, enaka ali manjša od ustreznih drugih dveh produktov.« Sedanja teorija iracionalnih števil, ki so jo razvili Dedekind, Cantor in Weierstrass, skoraj dobesedno sledi njegovemu načinu mišljenja, toda z uporabo sodobnih aritmetičnih postopkov je odprla mnogo širše perspektive.
Evdoks je prvi dal stereometriji znanstveno osnovo. Ukvarjal se je z Delijskim problemom, pisal je o zlatem rezu. Od njegovih del Pojavi (Phainomena) in Zrcalo narave (Enoptron) so ohranjeni samo odlomki. Njegovo delo Pojavi je povzel grški pesnik Arat v svojem astronomskem epu in podrobno opisal tudi njegovo kroglo, ki je bila iz kovine ali kamna in na kateri so bila zaznamovana ozvezdja, svetlejše zvezde, Rakov in Kozorogov povratnik. Iz te pesnitve se lahko razbere, da so služila ozvezdja predvsem mornarjem pri plovbi na odprtem morju. Večina podrobnih Aratovih navedb ni veljala ne v njegovem, ne v Evdoksovem času. Od 34 navedb o tem, kako Rakov in Kozorogov povratnik sekata nekatera ozvezdja, jih samo nekaj velja danes ali pa jih je veljalo v tedanjem času. Pač pa so prav vse veljale okoli leta 2500 pr. n. št. za območje pri severni zemljepisni širini okoli 36 stopinj. Njegova dela so služila tudi Hiparhu pri odkritju precesije enakonočij.
Evdoks je poskušal narisati zvezdno karto in si je v ta namen razdelil nebo po dolžini in širini na stopinje. Ta postopek so pozneje prenesli na površje Zemlje. Drugače se pa njegove dosežke pozna le iz Evklidovih in Arhimedovih razlag.
Pri svoji razlagi Osončja je okoli leta 370 pr. n. št. uvidel, da 8 krogel, ki so jih vpeljali pred njim, ne zadostuje za opis planetov. K temu je poleg lastnega opazovanja prispevalo tudi znanje iz Egipta, kjer je prebil precej časa. Vsakemu planetu je priredil več krogel, ki so se širile navzven z novimi kroglami, tako da je število krogel naraslo na 27. S tem je prispeval najstarejši grški prispevek k teoretični astronomiji. Strinjal se je s Platonovo mislijo, da se morajo planeti gibati po idealnih krožnicah, vendar so ga njegova lastna opazovanja prepričala da njihova gibanja nikakor niso enakomerna gibanja teles po krožnicah. Poskušal je uskladiti Platonovo teorijo s svojimi opazovanji. Tako je poskusil pojasniti nepravilnosti v gibanju planetov s predpostavko o superpoziciji štirih vrtečih se homocentričnih krogel, od katerih ima vsaka svojo rotacijsko os, katere krajišči sta pritrjeni na zunanjo kroglo. Vsaka krogla naj bi se vrtela enakomerno, kombinacija različnih hitrosti posameznih krogel in različnih naklonov osi ene krogle proti drugi pa naj bi povzročala zapleteno gibanje planetov, kot se ga opazuje. Gibanje Sonca je opisal s tremi takšnimi koncentričnimi kroglami. Prva krogla je vsebovala zvezde stalnice in se je zavrtela v nekaj manj kot 24 urah od vzhoda proti zahodu okrog osi skozi Severnico. Druga krogla s Soncem na ekvatorju se je zavrtela v letu dni v nasprotni smeri okrog osi pod kotom 23° 27'. Tretja krogla med prvo in drugo se je zavrtela v enaki smeri kot druga v 2922 letih okrog osi, skoraj vzporedne z osjo druge krogle. S tretjo kroglo je upošteval, da Sonce ob obratu vzide v različnih točkah. Tudi gibanje Lune je opisal s tremi kroglami. Prva krogla je imela podobno vlogo kot pri Soncu in se je zavrtela v 24 urah, druga se je zavrtela v nekaj več kot 27 dneh, tretja med prvo in drugo pa se je zavrtela v 18,5 leta. Gibanje vsakega planeta je opisal podobno s štirimi kroglami. Prvi dve sta imeli podobno vlogo kot pri Soncu in Luni. Prva krogla se zavrti okrog osi v 24. urah in opiše gibanje zvezd. Druga, na kateri je pripet planet, se vrti okrog osi in sledi povprečnemu gibanju planeta glede na zvezde. Tretja in četrta pa se vrtita okrog skoraj vzporednih osi skoraj enako hitro v nasprotnih smereh in poskrbita za vzvratno gibanje planeta ob ekvatorju ene izmed njiju. To je bilo nekaj novega in tipično grškega, bolj razlaga kot kronika nebesnih pojavov. Kljub neizdelani obliki je ta teorija vsebovala osrednjo misel vseh planetarnih teorij do 17. stoletja, bistvo katerih je razlaga nepravilnosti v navideznih poteh Lune in planetov s superpozicijo krožnih gibanj. Ta zamisel je temelj računskega dela sodobne dinamične teorije, takoj ko se vpelje Fourierove vrste. S podobnimi problemi se je pozneje ukvarjal tudi njegov učenec Kalip.
Še bolj pa se je prijela teorija gibanja teles z ekscentričnimi krožnicami in z epiciklom. Okoli leta 350 pr. n. št. je Evdoks povezoval začetek žetve z vzhajanjem Sirija, vzhajanje Arkturja z začetkom jeseni in zahajanjem Plejad z začetkom zime.
Iz Egipta je po Pliniju sterejšem prinesel v Grčijo zamisel cikla s 4 leti z 365+365+365+366 dnevi v astralnem koledarju. Verjame se, da je Evdoks med Grki prvi odkril, da je Sončevo leto približno 6 ur daljše od navadnega leta, kar je verjetno tudi prinesel iz Egipta. Še stoletja pozneje je imel Cicero Evdoksa za največjega grškega astronoma, čeprav si je to mesto morda bolj zaslužil Hiparh.
O fizični obliki, velikosti in naravi Sonca je Evdoks samo razmišljal in ni imel dobre predstave. Dopuščal je tudi grško razlago Phaetona, kasneje pa se je o tem premislil. Narisal je tudi nov zemljevid, ki je bil boljši od Hekatejevega.
Po njem se imenuje algebrska krivulja 4. reda Evdoksova kampila:
{\displaystyle a^{2}x^{4}=b^{4}(x^{2}+y^{2})\!\,.}